# Silvana Amati
Silvana Amati (nascida em 31 de agosto de 1947) é uma política italiana do Partido Democrata. Foi membro do Senado da Itália de 2008 a 2018.